# Year of the Horse
Year of the Horse ist ein 1997 entstandener Musik-Dokumentarfilm von Regisseur Jim Jarmusch. Der Film porträtiert den kanadischen Rockmusiker Neil Young und seine (auch unabhängig von ihm auftretende) Band Crazy Horse.
Die Zusammenarbeit zwischen Neil Young und Jim Jarmusch begann 1994, als Young die Filmmusik für Jarmuschs Film „Dead Man“ realisierte.
„Year of the Horse“ entstand überwiegend anlässlich der Live-Tour 1996 als Begleitmaterial zur gleichnamigen Live-Doppel-Platte. Neben den Konzertaufnahmen dieser Tour besteht der Film aus Tourbus- und Backstage-Aufnahmen seit den 70er Jahren.
Gedreht wurde (neben den konventionellen 16-mm- bzw. Hi-8-Formaten) überwiegend auf Super-8-Film. Dabei wurden auch ältere Archivaufnahmen aus den Jahren 1976 und 1986 eingearbeitet.

## Kritiken
„Year of the Horse“ bekam überwiegend positive Kritiken.
„Opulent porträtiert Indie-Starregisseur Jim Jarmusch die große ‚Year of the Horse‘-Welttournee der Rocklegende Neil Young und seiner Band Crazy Horse: Klangvoll unterlegt mit spektakulären Konzertszenen, schrägen Interviews und unvergesslichen Backstage-Impressionen.“
„Entstanden ist keine Dokumentation über eine Rockband auf Tour, sondern eine Hommage, eine Liebeserklärung an eine große Liveband. … [Man kann] einfach die Augen schließen und fühlt sich direkt vom Kinosessel in eine Konzerthalle transportiert. Mehr kann man von einem Konzertfilm nicht erwarten.“